# Emiliano Zapata, Emiliano Zapata (Tlaxcala)
Emiliano Zapata är en ort i Mexiko.   Den ligger i kommunen Emiliano Zapata och delstaten Tlaxcala, i den sydöstra delen av landet, 130 km öster om huvudstaden Mexico City. Emiliano Zapata ligger 2 915 meter över havet och antalet invånare är 2 843.
Terrängen runt Emiliano Zapata är lite bergig. Runt Emiliano Zapata är det ganska tätbefolkat, med 67 invånare per kvadratkilometer. Närmaste större samhälle är Terrenate, 9,1 km söder om Emiliano Zapata. I omgivningarna runt Emiliano Zapata växer huvudsakligen savannskog.